# Блу, Вайолет
Вайолет Блу (англ. Violet Blue; род. 27 марта 1977, Бремен) — американский журналист, писательница, редактор, консультант и педагог. В своем подкасте, Sex Open Source, она читает эротику и обсуждает такие темы, как фетишизм и оральный секс. Также у неё есть видеоблог. Читает лекции в SFSI (San Francisco Sex Information). 
Автор нескольких книг по сексу и редактор нескольких томов антологии эротики. Первая книга, где Вайолет выступила редактором, Sweet Life: Erotic Fantasies for Couples, была опубликована издательством Cleis Press в декабре 2001 года. Вела еженедельную колонку на тему секса для San Francisco Chronicle до 2010 года.

## Интернет и СМИ
- Ведёт блог, tiny nibbles[4].

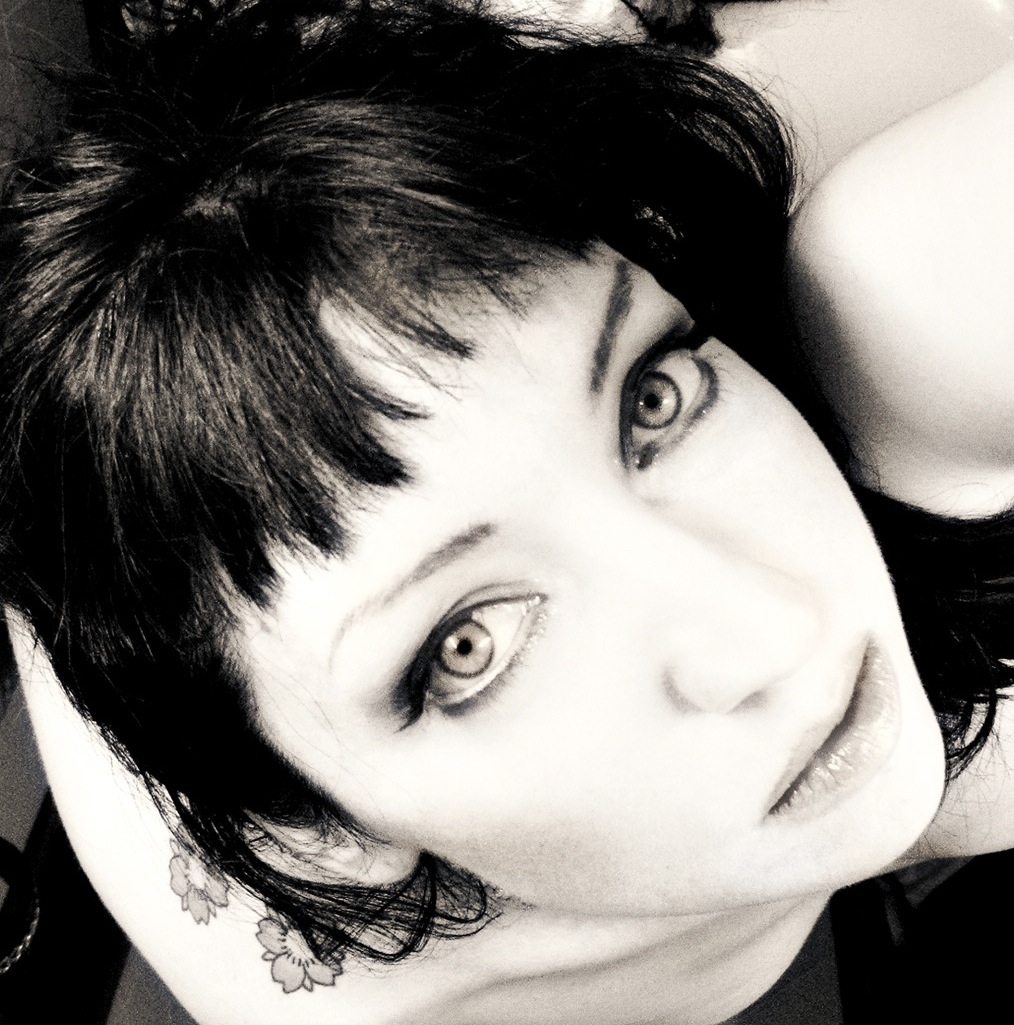

- Выступает в качестве корреспондента Geek Entertainment Television[5].
- В январе 2007 года Forbes назвал её одной из 25 знаменитостей Интернета (The Web Celeb 25)[6].
- Писала технические статьи для zdnet.com в Tech Broiler[7] и является текущим автором ZDNet через Pulp Tech[8].
- Была членом команды индустриальной перфоманс-группы Survival Research Labs с 1996 по май 2007 года.
- В октябре 2007 года запустила издательство Digita Publications[9] со свободными авторскими правами, выпускающее аудио- и электронные книги в нескольких открытых форматах по различным связанным с сексом темам.
- В 2013 году была названа «лучшим секс-педагогом» изданием San Francisco Weekly[10].

## Имя
Вайолет Блу — официальное имя писательницы. В онлайн-статье она заявила:
Меня действительно зовут Вайолет Блу. Несмотря на чепуху, которую вы видите от моих преследователей и недоброжелателей, Вайолет Блу — имя в моем паспорте, карточке социального страхования, во всех моих документах, и это то, кто я есть.
19 августа 2011 года учётная запись Блу в Google+ была приостановлена за несоблюдение политики настоящих имён Google+, но это решение было отменено три дня спустя.

## Судебные споры
В октябре 2007 года Блу подала иск против порноактрисы Ады Мэй Джонсон, которая выступала под именем «Вайолет Блу» с 2000 года She said she had been using the name in writings since 1999.. Джонсон сменила сценическое имя на Noname Jane. Иск был урегулирован в октябре 2008 года.
В июле 2008 года Блу добивалась запретительных ордеров против онлайн-критиков Дэвида Берча (он же Бен Берч) и Нины Альтер, чтобы запретить им отправлять ей электронные письма, редактировать её страницу в Википедии или писать о ней недоброжелательно в интернете. Оба ходатайства были отклонены, но ей разрешено подать заявление ещё раз.

## Удаление Boing Boing
Примерно в июне 2008 года Блу заявила в своем блоге, что блог Boing Boing удалил с сайта все ссылающиеся на неё сообщения (по оценкам блогера Los Angeles Times, минимум 70). Горячие дебаты последовали после краткого заявления на сайте Boing Boing относительно этого действия, в котором говорилось: «Вайолет вела себя таким образом, что это заставило нас пересмотреть, хотим ли мы оказывать ей доверие или ассоциироваться с ней. Это наш блог, и поэтому мы приняли редакционное решение, как мы делаем каждый день». Редактор Boing Boing Ксени Жардин сказала, что надеется, что ей не придется обнародовать причины.

## Сокращение URL
В августе 2009 года Вайолет Блу и Бен Меткалф (Ben Metcalfe) запустили сервис сокращения URL-адресов с доменным именем vb.ly, который был описан как «первый и единственный сексуально-либеральный сокращатель URL в Интернете». Сайт был размещен на домене верхнего уровня .ly, а на главной странице показана Вайолет Блу, держащая бутылку пива. В октябре 2010 года сайт был закрыт после письма Вайолет Блу из Libya Telecom & Technology, заявляющего, что сайт противоречит принципам шариата. Также в письме говорилось: «вопрос оскорбительных изображений довольно субъективен, поскольку то, что я могу счесть оскорбительным, вы можете не посчитать таковым, но я думаю, вы согласитесь, что изображение полуодетой леди с какой-то бутылкой в руке не совсем то, что большинство будет считать приличным или семейным по крайней мере». Бен Меткалф ответил, заявив: «Мы очень ясно понимаем, что на сайте не было размещено порнографического или взрослого контента; но даже если это так, я больше беспокоюсь о том, что реестр доменов пытается регулировать содержание веб-сайта. Домен и сайт — это два совершенно отдельных объекта.»

### Автор
- How To Be A Digital Revolutionary, Violet Blue (самостоятельная публикация), 2017, ISBN 978-1-52133-828-5
- The Smart Girls Guide to Privacy, Digita Publications, 2014, ISBN 0-9799019-9-5
- The Ultimate Guide to Cunnilingus: How to Go Down on a Woman and Give Her Exquisite Pleasure, 2nd Edition, Cleis Press, 2010, ISBN 1-57344-387-5
- The Ultimate Guide to Fellatio: How to Go Down on a Man and Give Him Mind-Blowing Pleasure, 2nd Edition, Cleis Press, 2010, ISBN 1-57344-398-0
- The Adventurous Couple's Guide to Strap-On Sex, Cleis Press, 2007, ISBN 1-57344-278-X
- The Smart Girl's Guide to the G-Spot, Cleis Press, 2007, ISBN 1-57344-273-9
- Fetish Sex: An Erotic Guide for Couples, Daedalus Publishing Company, 2006, ISBN 1-881943-23-2 - with Thomas Roche
- The Adventurous Couple's Guide to Sex Toys, Cleis Press, 2006, ISBN 1-57344-254-2
- The Smart Girl's Guide to Porn", Cleis Press, 2006, ISBN 1-57344-247-X (Бронзовый приз Independent Publisher Book Awards за эротику[23])
- The Ultimate Guide to Sexual Fantasy: How to Turn Your Fantasies into Reality, Cleis Press, 2004, ISBN 1-57344-190-2
- The Ultimate Guide to Adult Videos: How to Watch Adult Videos and Make Your Sex Life Sizzle, Cleis Press, 2003, ISBN 1-57344-172-4
- The Ultimate Guide to Cunnilingus: How to Go Down on a Woman and Give Her Exquisite Pleasure, Cleis Press, 2002 ISBN 1-57344-144-9
- The Ultimate Guide to Fellatio: How to Go Down on a Man and Give Him Mind-Blowing Pleasure, Cleis Press, 2002, ISBN 1-57344-151-1

### Редактор
- Sweet Life: Erotic Fantasies for Couples, Cleis Press, 2001, ISBN 978-1-57344-133-9
- Sweet Life 2: Erotic Fantasies for Couples, Cleis Press, 2003, ISBN 978-1-57344-167-4
- Taboo: Forbidden Fantasies for Couples, Cleis Press, 2004, ISBN 978-1-57344-186-5
- Best Sex Writing 2005, Cleis Press, 2005, ISBN 978-1-57344-217-6
- Best Women's Erotica 2006, Cleis Press, 2005, ISBN 978-1-57344-223-7  (IPPY winner for Erotica[24])
- Best Women's Erotica 2007, Cleis Press, 2006, ISBN 978-1-57344-258-9 (IPPY Gold winner for Erotica[23])
- Lust: Erotic Fantasies for Women, Cleis Press, 2007, ISBN 978-1-57344-280-0
- Lips Like Sugar: Women's Erotic Fantasies, Cleis Press, 2007, ISBN 978-1-57344-232-9
- Best Women's Erotica 2008, Cleis Press, 2007, ISBN 978-1-57344-299-2
- Best Women's Erotica 2009, Cleis Press, 2008, ISBN 978-1-57344-338-8
- Girls on Top: Explicit Erotica for Women, Cleis Press, 2009, ISBN 978-1-57344-340-1
- Best Women's Erotica 2010, Cleis Press, 2009, ISBN 978-1-57344-373-9
- Best Women's Erotica 2011, Cleis Press, 2010, ISBN 978-1-57344-423-1

### Электронные релизы
- Sweet Heat (erotica), Digita Publications, 2008, (аудиокнига), ISBN 978-0-9799019-6-6
- Erotic Role Play: A Guide For Couples, Digita Publications, 2007, (аудиокнига, электронная книга), ISBN 978-0-9799019-5-9
- How To Kiss, Digita Publications, 2007, (аудиокнига, электронная книга, версия для Amazon Kindle), ISBN 978-0-9799019-2-8
- The Modern Safer Sex Guide, Digita Publications, 2007, (электронная книга и версия для Amazon Kindle), ISBN 978-0-9799019-4-2
- Creatures of the Night (erotica), Digita Publications, 2007, (аудиокнига, электронная книга и версия для Amazon Kindle), ISBN 978-0-9799019-3-5
- Pleasure Zone Basics, Digita Publications, 2007, (аудиокнига), ISBN 978-0-9799019-1-1